# Der Helsinki Effekt
Der Helsinki Effekt ist ein Dokumentarfilm des finnischen Regisseurs Arthur Franck von 2025 über die Unterzeichnung der Schlussakte der Konferenz für Sicherheit und Zusammenarbeit in Europa in Helsinki vom 1. August 1975.

## Inhalt
Der Film stellt auf humorvolle Weise  verschiedene Aspekte  der historischen Konferenz dar. Er zeigt zahlreiche   Ausschnitte aus Archivdokumentaraufnahmen, von denen er vor allem ungewöhnliche und komisch erscheinende auswählt.
Dazu lässt er  Zitate  aus historischen   Gesprächsprotokollen durch  KI-generierte Stimmen der verschiedener Politiker nachsprechen, vor allem vom sowjetischen Staatschef Leonid Breschnew und dem US-amerikanischen Sicherheitsberater Henry Kissinger, sodass es klingt, als ob es Originaltonaufnahmen wären.
Der Film ist in zwölf Kapitel eingeteilt, die chronologisch die Entwicklung  des KSZE-Prozesses von 1973 bis 1975 mit einigen Nebenaspekten und  Abschweifungen erzählt.
Eine  Grundidee zu diesem Film war der sogenannte Schmetterlingseffekt,  der beschreibt, wie ein kleines und scheinbar nebensächliches Ereignis später größere unerwartete Nachwirkungen auslösen kann, wie in diesem Fall die Gründung von Menschenrechtsorganisationen in mehreren östlichen Staaten und die politischen Veränderungen dort 1989/1990.

## Hintergründe
Der finnische Regisseur Arthur Franck wollte an die  fast vergessene Konferenz in seinem Land vor 50 Jahren  erinnern, die in der Folge  bedeutende Veränderungen in der europäischen Geschichte bewirkte. Er wollte auf die  besonderen Möglichkeiten von Diplomatie  zwischen gegensätzlichen politischen Seiten hinweisen, die Frieden und eine Verbesserung der Situation in ihren Ländern herbeiführen könne, auch  angesichts des gegenwärtigen Krieges in der Ukraine und der  Spannungen in Europa.
Der Film The Helsinki Effect wurde zuerst beim Internationalen Dokumentarfilmfestival  CPH:DOX in Kopenhagen am 24. März 2025 aufgeführt. Auf dem  Internationalen Dokumentarfilmfestival in München wurde er am 9. Mai 2025 erstmals in Deutschland gezeigt, wo er auch eine Preisnominierung erhielt. Der deutsche Kinostart war am 12. Juni 2025, danach wurde er in zahlreichen Städten gezeigt. Er wurde auch im Fernsehsender 3sat  ausgestrahlt.
Der Film erhielt viele positive Rezensionen, die besonders die unkonventionelle und humorvolle Art des Filmes betonten, und ihn als gutes Beispiel für eine unterhaltsame und dabei trotzdem informative Geschichtsvermittlung würdigten.